# Buchanania splendens
Buchanania splendens är en sumakväxtart som beskrevs av Friedrich Anton Wilhelm Miquel. Buchanania splendens ingår i släktet Buchanania och familjen sumakväxter. Inga underarter finns listade i Catalogue of Life.